# Entre Rios (microregio)
Entre Rios is een van de 32 microregio's van de Braziliaanse deelstaat Bahia. Zij ligt in de mesoregio Nordeste Baiano en grenst aan de Atlantische Oceaan in het oosten, de deelstaat Sergipe in het noorden, de microregio Alagoinhas in het westen en de mesoregio Metropolitana de Salvador in het zuiden. De microregio heeft een oppervlakte van ca. 7186 km². Midden 2004 werd het inwoneraantal geschat op 167.447.
Zes gemeenten behoren tot deze microregio:
- Cardeal da Silva
- Conde
- Entre Rios
- Esplanada
- Jandaíra
- Tucano

Mesoregio's: Centro-Norte Baiano · Centro-Sul Baiano · Extremo Oeste Baiano · Metropolitana de Salvador · Nordeste Baiano · Sul Baiano · Vale São-Franciscano da Bahia

Microregio's: Alagoinhas · Barra · Barreiras · Bom Jesus da Lapa · Boquira · Brumado · Catu · Cotegipe · Entre Rios · Euclides da Cunha · Feira de Santana · Guanambi · Ilhéus-Itabuna · Irecê · Itaberaba · Itapetinga · Jacobina · Jequié · Jeremoabo · Juazeiro · Livramento do Brumado · Paulo Afonso · Porto Seguro · Ribeira do Pombal · Salvador · Santa Maria da Vitória · Santo Antônio de Jesus · Seabra · Senhor do Bonfim · Serrinha · Valença · Vitória da Conquista